# 마리오 에기만
마리오 에기만(Mario Eggiman, 1981년 1월 24일, 브루그 ~)는 스위스의 전 축구 선수이다.

## 클럽 경력
에기만은 지역 클럽인 FC 퀴티겐에서 축구를 시작하였고 이후 지역 라이벌 FC 아라우로 이적하였고, 1998년에 아라우에서 첫 프로계약을 맺었다. 그는 2002년까지 아라우의 선수로 활약하였고, 이후 독일 분데스리가의 카를스루에 SC로 이적하였다. 2006-07 시즌, 소속팀은 2. 분데스리가를 1위로 마감하여 1. 분데스리가로 승격되었다.
2008년 3월, 에기만은 €1.4M에 하노버 96으로 이적하였다. 그의 계약기간은 2013년 6월까지이다.

## 국가대표 경력
에기만은 스위스 U-21 국가대표팀으로 활약한 경험이 있다. 2009년 9월 7일, 그는 빈에서 열린 칠레와의 경기에서 요한 주루와 교체되어 국가대표 데뷔전을 치렀다. 이 대회는 오스트리아에서 열린 소규모 대회로, 이 대회에는 칠레와 스위스 외에도 일본과 오스트리아가 참여하였다.
에기만은 UEFA 유로 2008을 앞두고 쾨비 쿤 감독으로부터 차출되었지만, 최종 23인 엔트리에서 탈락하였다. 그는 2010년 FIFA 월드컵을 앞두고 오트마어 히츠펠트 감독의 23인 엔트리에 포함되었다.

## 사생활
2008년 2월 20일, 그는 득녀하였다.